# Mimela laevigata
Mimela laevigata – gatunek chrząszcza z rodziny poświętnikowatych, podrodziny rutelowatych i plemienia Anomalini.

## Taksonomia
Gatunek ten został opisany w 1908 przez Gilberta Johna Arrowa.

## Opis
Ciało długości od 21 do 22 mm i szerokości 12 mm, podłużno-owalne, gładkie i błyszczące, prawie bezwłose, całe jaskrawo metalicznie zielone z brzegiem szwu pokryw fioletowym. Głowa o delikatnie punktowanym ciemieniu, raczej pomarszczonym przodzie i nadustku, małych oczach i czułkach o raczej długiej buławce. Punktowanie przedplecza pośrodku słabo widoczne, po bokach silne i zbieżne. Kąty przednie przedplecza ostre, tylne tępe, boki lekko zaokrąglone, a nasada pośrodku płatkowata. Punktowanie pokryw w połowie zewnętrznej bardzo silne i nieregularne, zaś w wewnętrznej prawie go brak. Na pygidium kilka punktów jedynie przy obrzeżach. Wyrostek przedpiersia szeroki i trójkątnie zwieńczony, śródpiersia zaś umiarkowanej długości i raczej tępy. Boki zapiersia grubo punktowane, podczas gdy środek gładki.

## Rozprzestrzenienie
Chrząszcz orientalny, znany z indyjskich stanów Bengal Zachodni (Raniganj), Sikkim i Asam.